# Leptobracon surinamensis
Leptobracon surinamensis är en stekelart som beskrevs av Josef Fahringer 1930. Leptobracon surinamensis ingår i släktet Leptobracon och familjen bracksteklar. Inga underarter finns listade i Catalogue of Life.